# Hrušová
Hrušová – miejscowość i gmina (obec) w Czechach, w kraju pardubickim, w powiecie Uście nad Orlicą. W 2022 roku liczyła 393 mieszkańców.
W miejscowości jest przystanek kolejowy Hrušová.